# 紫葛
紫葛（Vitis coignetiae）是葡萄屬的一種植物。這種植物原生於俄羅斯遠東地區、朝鮮半島、日本。紫葛主要原生於山區，其果實可以生吃，也可以用來釀酒、製作果醬等用途。紫葛也可以是觀賞植物。紫葛在初夏開花。和普通葡萄不同的是，由於紫葛是雌雄異株，因此需要混栽雌木和雄木才能結果。

## 延伸阅读
[在维基数据编辑]
 《欽定古今圖書集成·博物彙編·草木典·紫葛部》，出自陈梦雷《古今圖書集成》
 《植物名實圖考·紫葛》，出自吳其濬《植物名實圖考》